# Bosco d'Aci
Il Bosco d'Aci, citato anche come Bosco di Jaci e dai latini Lucus Jovis (bosco sacro a Giove), fu un imponente bosco di querce, di castagni e di molte altre piante che si estendeva nel versante orientale dell'Etna, nella attuale città metropolitana di Catania.

## Area geografica
Il Bosco d'Aci era esteso dal comprensorio che andava delle città di Acireale, Acicatena, Aci Bonaccorsi, Viagrande e Aci Sant'Antonio a Mascali, Giarre e Riposto e nell'entroterra sino a Monterosso (Aci Sant'Antonio) e Fleri (Zafferana Etnea).

## Storia
Le origini del bosco sono probabilmente remotissime ed hanno anticipato la fondazione dei vari borghi. Il fitto bosco era attraversato dalla strada consolare Pompea (la direttrice romana Messina - Siracusa) e quindi un luogo particolarmente ricco per i commerci ma dove imperversavano briganti senza scrupoli e contrabbando.
Il Bosco di Aci, investito dalle colate laviche del 394 a.C. e del 1329, iniziò ad essere citato nelle cronache dai primi del XIV secolo quando questo era esteso per circa 30 km quadrati e lambiva la attuale piazza Duomo ad Acireale. Dal XVI secolo venne costituita la «Segrezia di Aci» (una sorta di distretto amministrativo) e per il bosco, concesso in enfiteusi o dietro gabella ai cittadini, iniziò lo sfruttamento economico.
La selva costituì un'importante fonte di reddito per la popolazione, anche se rimase un luogo dove imperversavano briganti e malaffare. I briganti, nelle dicerie popolari sfruttavano sia la trama fitta del bosco che un complesso sistema di grotte, così riuscivano a sorprendere i viaggiatori e dopo la rapina potevano disporre di una rapida via di fuga. Di queste leggendarie grotte ne esistono alcune ben conservate nella zona di Santa Maria degli Ammalati. Fra gli sfortunati viandanti si tramanda la storia del nobile magistrato catanese Cosima Nepita assassinato nel XVI secolo. Il magistrato venne ricordato nel toponimo del luogo che da allora divenne il Passo di Nepita (oggi in territorio di Acireale).
Nel 1675, durante la guerra franco-spagnola, il bosco fu teatro della strenua opposizione degli acesi che riuscirono a respingere i francesi nei pressi di San Leonardello, dopo aver fortificato un costone nei pressi di Fleri.
Il disboscamento iniziò nel XVIII secolo quando il vescovo di Catania, allora conte di Mascali, concesse in enfiteusi diversi boschi del mascalese a degli imprenditori acesi che li trasformarono in produttivi vigneti. Gli effetti di questa trasformazione li subì anche l'idrografia del bosco, il lago della Gurna (Mascali) si ridusse mentre si ingrandirono i pantani dell'Auzzanetto (Riposto) che costituirono un pericoloso focolaio di malaria.
All'inizio del XIX secolo il bosco non costituiva più un'entità unica, ma era ridotto a lembi isolati. La continua ricerca di aree sia da urbanizzare che da destinare alla agricoltura aveva infatti smembrato il bosco in diverse parti. Sino ad oggi il bosco è comunque da considerarsi come una rarità sia per la fascia pedemontana etnea (che oramai è fortemente antropizzata) che per alcune specie in esso presenti. Attualmente il bosco si può ancora osservare nelle zone di Fleri e Pisano Etneo nel territorio di Zafferana Etnea, Santa Maria degli Ammalati, San Giovanni Bosco, Cosentini e Linera (tra i comuni di Acireale e Santa Venerina) e Santa Maria La Stella, Lavinaio e Monterosso (Aci Sant'Antonio). Nei pressi di Fleri è poi possibile osservare parte della fortificazione eretta intorno al 1675 per contrastare i francesi.

## Toponimi
Un resto del Bosco di Aci lo troviamo a Cosentini, frazione di Santa Venerina. Si tratta dell'antico bosco della Cunigghieria, l'attuale Parco Oasi Naturalistico di Cosentini, nel quale possiamo ammirare una ricca vegetazione ed in particolare delle querce secolari. Un altro resto dell'antico Bosco di Aci lo troviamo a Linera, frazione di Santa Venerina, ed è il Bosco di Funnedda. 
La selva in molte parti era impenetrabile ed alcuni toponimi come la zona detta «la Scura» (la buia) nei pressi di San Giovanni Bosco derivano direttamente dalla fitta trama degli alberi.
Ecco come veniva descritta la Scura nel 1937 « Una strada tortuosa, con poca abitazione, coperta da un bosco che raramente lasciava penetrare fra i suoi rami la luce del giorno, favorita da grotte vaste e profonde parecchie centinaia di metri». Queste costituivano un ambiente molto favorevole alle imprese dei malavitosi: « Tranne le carovane ben armate, non ci fu persona, che passando di là, se non la vita, non vi perdesse la roba.»
Ad Est dalla Scura, a circa 200 m quasi parallelamente, ma molto più ampia corre la moderna strada Orientale Sicula.  Fino ai primi decenni del XX secolo la denominazione del territorio che sta a valle della Scura, si chiamava Acchianata ô Sorbu ('Salita Sorbo'). Si tramanda che oltre alla salita, che è veramente ripida, sebbene breve, ivi esisteva una pianta di sorbo, essa servì a distinguere questa salita da tante altre che non mancano lungo la strada Messina Catania. La piccola borgata dal suolo scosceso negli anni quaranta è stata eretta a parrocchia, divenendo anche frazione del comune di Acireale. Il primo parroco Don Rosario Strano insieme al popolo scelsero S. Giovanni Bosco come santo protettore della nascente parrocchia e della frazione.
Il toponimo della frazione acese di Guardia, nacque invece da una postazione militare sorta nel secolo XVII per cercare di porre freno al brigantaggio, (denominata originariamente Monte La Guardia,oggi in territorio di S.Giovanni Bosco). Fino al 1880 si chiamava Sciare per via della consistenza geologica del suolo. Il nucleo abitativo più consistente di Sciare comprendeva la zona Ovest della attuale chiesa parrocchiale la cui costruzione risale al 1889.
Nel lessico comune il toponimo della frazione Santa Maria degli Ammalati deriverebbe da un lazzaretto, tuttavia l'evenienza non ha riscontri storici. Nella stessa frazione la contrada del «Castelluccio» rimanda ad una postazione militare del XVI secolo.
Altre volte fu la vegetazione a dare il nome ai borghi: una macchia di carrubi fornì il nome a Carruba (Giarre) ed una piantagione di lino al paese di Linera (Santa Venerina).

## Vegetazione
Nella parte superstite si trova la quercia caducifoglie, il cerro, il castagno oltre alla tipica vegetazione mediterranea formata soprattutto da alloro, pistacchio, bagolaro, leccio, olivastro, lentischi, euforbia, rosa selvatica e ginestra.
Nei frammenti di bosco ancora esistenti ad Ovest dell'abitato di S. Giovanni Bosco, frazione di Acireale e attraversato in direzione N-S dall'autostrada A18 Catania Messina, sono presenti, oltre alle piante arboree sopra elencate, esemplari di Pyrus pyraster, di Fraxinus ornus (frassino da manna), di Crataegus monogyna e di Cytisus villosus (citiso). Vi si riscontrano anche esemplari di interessanti piante erbacee divenute rare, tra queste l'elegante Anemone hortensis che fiorisce in primavera in un'area molto ristretta al limite N-E in prossimità della zona denominata "Felicetto". Della stessa famiglia, ma con fioritura autunnale è presente anche il Ranunculus bullatus dal bel colore giallo. Dopo le prime piogge autunnali il sottobosco si veste di rosa per i ciclamini che spuntano con la loro magnifica eleganza da ogni anfratto roccioso; si tratta del noto ciclamino napoletano (Cyclamen hederifolium) la cui fioritura si protrae fino al mese di dicembre. In primavera nel sottobosco prevale il bianco di una graziosa liliacea molto comune appartenente al Genere Allium.

## Degrado ambientale
Una piccola grande risorsa, colpevolmente ignorata e offesa dalle discariche abusive e non. Il lembo di bosco in località Badia di Monte Guardia (territorio del comune di Santa Venerina), accoglieva fino a circa un decennio fa una enorme discarica che adesso risulta essere ricoperta da uno strato di terriccio. Il danno ambientale, senza considerare gli effetti deleteri alle falde freatiche sottostanti è costato la cancellazione di alcuni ettari di bosco etneo tra i pochi lembi rimasti ad una quota relativamente bassa sul versante orientale del vulcano.

## Protezione
I lembi relitti del bosco, di cui i più importanti sono oggi il bosco dello Scacchiere, il bosco di Linera, il bosco di Santa Maria la Stella, hanno avuto un pur tardivo riconoscimento e sono stati inseriti nel "Piano territoriale della Provincia di Catania". Inoltre è stato istituito il sito di interesse comunitario Bosco di S. Maria La Stella.

## Leggenda
Il bosco che era vasto e poco conosciuto, nei tempi antichi ha sempre dato luogo a leggende e dicerie popolari, ma anche ispirato poeti classici. Fra questi Claudiano nella «Gigantomachia» narrava dei Giganti caduti nel «Lucus Jovis» (la denominazione latina del bosco) dopo aver tentato la scalata all'Olimpo per punizione di Zeus e degli Dei.
Claudiano scrisse che le pelli e le teste dei Giganti rimasero infisse ai tronchi degli alberi, in espressioni terrificanti tanto che persino il ciclope Polifemo se ne teneva lontano.